# Cistanthe amarantoides
Cistanthe amarantoides är en källörtsväxtart som först beskrevs av Philippi, och fick sitt nu gällande namn av Carolin och M.A. Hershkovitz. Cistanthe amarantoides ingår i släktet Cistanthe och familjen källörtsväxter. Inga underarter finns listade i Catalogue of Life.